# Pichi üñëm
Pichi üñëm ist ein Mond des Hauptgürtelasteroiden (702) Alauda.

## Entdeckung und Benennung
Pichi üñëm wurde am 26. Juli 2007 – 97 Jahre nach der Entdeckung des Mutterasteroiden – von den Astronomen Patricio Rojo and Jean-Luc Margot am ESO-8m-Very Large Telescope auf dem Berg Cerro Paranal in Chile unter Anwendung Adaptiver Optik entdeckt. Die Entdeckung wurde am 2. August 2007 veröffentlicht; der Begleiter erhielt die vorläufige Bezeichnung S/2007 (702) 1.
Am 12. Oktober 2011 wurde der Mond von der Internationalen Astronomischen Union (IAU) offiziell Pichi üñëm benannt. Der Name, der übersetzt «kleiner Vogel» bedeutet, stammt aus der Sprache Mapudungun, die in Chile und Argentinien vom Volk der Mapuche gesprochen wird.

## Bahneigenschaften
Pichi üñëm umläuft Alauda auf einer prograden, fast perfekten Kreisbahn zwischen 1.223 und 1.231 km Abstand zu deren Zentrum (Große Bahnhalbachse 1.227 km beziehungsweise 12,15 Alaudaradien). Die Bahnexzentrizität beträgt 0,003, die Bahnneigung ist bislang unbekannt.
Pichi üñëm umläuft Alauda in 4 Tagen 21 Stunden und 56 Minuten, was etwa 423,83 Umläufen in einem Alauda-Jahr (rund 5,7 Erdjahre) entspricht.

## Physikalische Eigenschaften
Pichi üñëm hat einen Durchmesser von 3,51 km, was etwa 2 % des Zentralkörpers entspricht.

## Erforschung
Da Alauda bereits im Jahr 1910 entdeckt wurde, ist die Umlaufbahn des ganzen Systems mittlerweile gut bekannt. Insgesamt wurde das System durch verschiedene erdbasierte Teleskope beobachtet, insgesamt bisher 1621 Mal innerhalb von 104 Jahren. (Stand Okt. 2014)